# Sergiusz Hessen
Sergiusz Hessen (ur. 16 sierpnia?/28 sierpnia 1887 w Ust-Sysolsku, zm. 2 czerwca 1950 w Łodzi) – polski i rosyjski pedagog i filozof.

## Życiorys
Dzieciństwo spędził przeważnie na wsi i w Odessie, a do gimnazjum uczęszczał w Petersburgu, dokąd przyjechał mając dziewięć lat. Wychował się z trzema przyrodnimi braćmi, gdyż jego ojciec ożenił się powtórnie.
Po zdaniu egzaminu dojrzałości w roku 1905 studiował na Uniwersytecie we Fryburgu, a po otrzymaniu doktoratu „summa cum laude” w 1909 roku zamieszkał w Petersburgu. W latach 1914–1917 oraz 1921–1923 wykładał filozofię na Petersburskim Uniwersytecie Państwowym, a od 1917 do 1921 roku w Tomsku. Od 1923 roku przebywał w Niemczech i Czechosłowacji, a od 1935 w Polsce. Do 1939 roku był profesorem Wolnej Wszechnicy Polskiej. W latach 1945–1950 był profesorem historii pedagogiki Uniwersytetu Łódzkiego.
Stworzył własny system pedagogiki kultury, pomimo że był pod wpływem filozofii niemieckiej. System ten został przedstawiony w głównym dziele Hessena Podstawy pedagogiki. Zakładał on poszukiwanie dróg kształtowania osobowości uczniów poprzez szerokie wykorzystanie dóbr kultury. Celem było przezwyciężenie anomii i heteronomii, tak aby uczeń uzyskał pełnię autonomii manifestującej się w twórczości.

## Twórczość (wybór)
- Podstawy pedagogiki (1923)

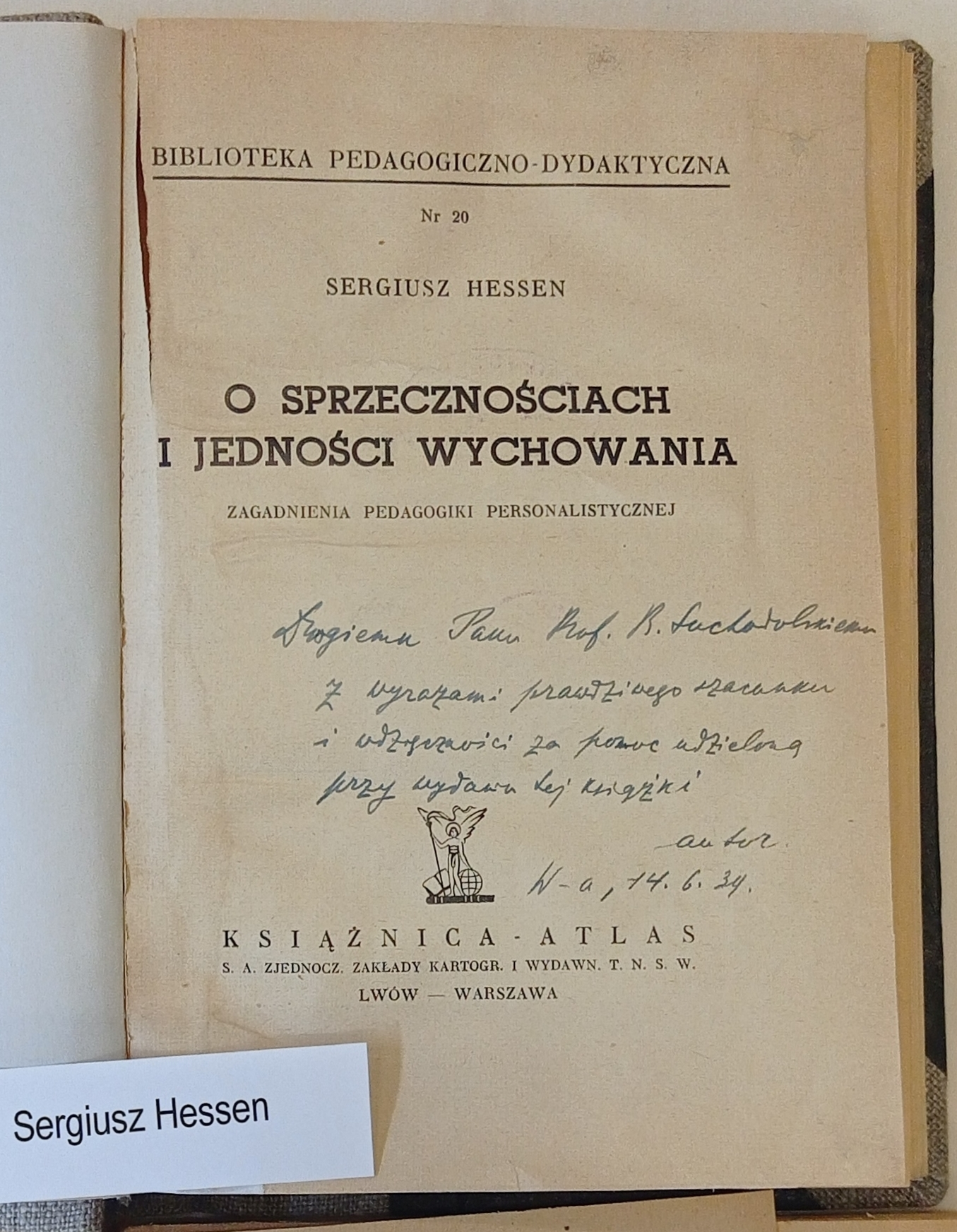
Strona tytułowa O sprzecznościach i jedności wychowania z dedykacją autora

- Pedagogika i szkolnictwo w Rosji Sowieckiej (współautor, 1930)
- Szkoła i demokracja na przełomie (1938)
- O sprzecznościach i jedności wychowania (1939)
- Struktura i treść szkoły współczesnej. Zarys dydaktyki ogólnej (1947)
- Education and Economic Life (1949)
- Studia z filozofii kultury (1968)
- Filozofia, kultura, wychowanie (1973)
- Dzieła wybrane (5 tomów, 1997)[2]